# 수야
수야(하우사어: suya) 또는 치레(하우사어: tsire)는 서아프리카의 고기 꼬치구이이다. 나이지리아 북부의 하우사인들과 흔히 연관지어지는 대표적인 하우사 요리이다.

## 같이 보기
- 친칭가
- 꼬치구이